# Файф Опера
„Файф Опера“ (на английски: Fife Opera) е полупрофесионална оперна трупа, основана през 1975 г., със седалище град Кърколди, Шотландия. Създала е над 40 оперни продукции от своето основаване.
Сред малкото компании, останали в Шотландия, която изпълнява оперни спектакли в голям мащаб, единствената компания, която редовно използва пълен оркестър, както и най-известната компания от този вид в региона Файф.

## История
Компанията е основана през 1975 г. с пламенния дух на Кърсти Адам, който тогава е имал силното желание да привлече голям брой оперни ентусиасти и певци от целия окръг. През 1978 г. компанията изпълнява операта Амалия и нощните гости от Джан-Карло Меноти в манастира от 13 век Кърлос Аби.
От самото начало като музикален директор Ричард Галоуей настоява да се провеждат прослушвания на всички, които искат да се присъединят, изисква отлични вокални качества и висок професионализъм от членовете на компанията. Вследствие на това компанията изпълнява първата си голяма продкция Кармен от Жорж Бизе през 1979 г., като участващите певци са 54, съпровождани от 37-членен оркестър.
Бомбена заплаха прекъсва операта Продадена невеста от Бедржих Сметана през 1981 г., когато хорът на чешките селяни се разбягва към Мемориалната градина в памет на загиналите във войните.
Оперната компания има участия в бившия кралски дворец Фолкланд Палас и замъка Стърлинг, като изпълнява концерт при откриването на Бакхевън театър.
С компанията са свързани видни музикални личности като Дженифър Галоуей – главен обоист на Филхармоничния оркестър на ББС, световноизвестният тромпетист Джон Уолъс, настоящи солисти от Кралската шотландска академия по музика и театър, сопраното Лесли Рос от оперната компания „Дойли Карт“, както и многобройни членове на компанията, които преминават към професионални оперни театри.

## Същност и продукции
Във „Файф Опера“ участието на младите певци е голямо. Професионалното ниво расте и операта пътува на турнета. През последните години ежегодно участва в Международния фестивал в Единбург.
Най-съществените продукции от последните години на компанията включват блестящите изпълнения на оперите Аида през 2004 г. и Травиата през 1983 г. от Джузепе Верди. Сред сравнително редките произведения, които са били изпълнявани, са: Лакме от Лео Делиб, Ловци на бисери от Жорж Бизе и оперетата Горчиво сладко на Ноъл Кауард.
През 2009 г. компанията смята да изпълни концертна версия на операта „Фауст“ от Шарл Гуно, както и оперетата Страната на усмивките от Франц Лехар.

## Финансиране
„Файф Опера“ е регистрирано сдружение и получава финансиране и подкрепа от Националната асоциация за музика и театър и Шотландския съвет по изкуството.